# Walter Toman
Walter Karl Toman (* 15. März 1920 in Wien; † 28. September 2003 ebenda) war ein österreichischer Psychologe und Schriftsteller. Er war ordentlicher Professor für Psychologie an der Universität Erlangen und wurde durch seine Forschungen über den Einfluss von Familienkonstellationen international bekannt.

## Leben
Walter Toman studierte Psychologie an der Universität Wien. Nach dem Studium wurde er unter Hubert Rohracher zum Dr. phil. promoviert und war in Wien ab 1951 als Dozent und Forschungsassistent an Universität tätig. Gleichzeitig absolvierte er bei der Wiener Psychoanaltischen Vereinigung eine Ausbildung zum Psychoanalytiker. 1946 erfolgte seine erste Lyrikveröffentlichung. 
Auf Einladung von Gordon W. Allport lehrte er ab 1952 als Lecturer Klinische Psychologie an der Harvard-Universität in Boston. Von 1954 bis 1962 war er, ab 1957 als Associate Professor, an der Brandeis University in Boston. 1961 erschien sein Buch Family Constellation, das in den USA als Klassiker gilt. 
Er kehrte nach Europa zurück und wurde 1962 Professor für klinische Psychologie und Psychotherapie an der Philosophischen Fakultät I der Universität Erlangen. An der Universität Erlangen-Nürnberg war der ordentliche Professor ab 1962 Vorstand des Instituts für Psychologie. Mittels jährlicher Vortragsreisen und Gastvorträge an der Brandeis und Londoner Universität, der Georgetown Universität und an der Menninger Clinic blieb er mit der angelsächsischen klinischen Psychologie und Psychotherapie im Austausch. Auch mit seiner Geburtsstadt Wien blieb er beruflich, z. B. als Vorstandsmitglied des Instituts für höhere Studien, verbunden. Trotz mehrerer ausländischer Rufe blieb er Erlangen bis zu seiner Emeritierung im Jahre 1985 treu.
Toman wurde am Friedhof Mauer in Wien bestattet.

## Werk
Toman machte die schon von Alfred Adler beobachteten Einflüsse der Geschwisterreihe und Familienkonstellation auf die menschliche Psyche zu seinem Forschungsschwerpunkt. Mit seinen Artikeln und seinem Buch Familienkonstellationen wies er die internationale Öffentlichkeit auf die Bedeutung der Geschwisterposition der Kinder und Eltern und der Beziehungen der Eltern untereinander für die menschliche Entwicklung und unser späteres Leben hin. Sein zweites Forschungsgebiet war die empirisch fundierte psychoanlytische Motivationsforschung. Hier beschrieb er den Einfluss früher Lernprozesse und biopsychischer Dispositionen auf Struktur und Dynamik des Motivsystems. Mit seiner Arbeit über die Faktorenanalyse hatte er dazu beigetragen, dass die moderne amerikanische Psychologie im Nachkriegsdeutschland Fuß fassen konnte.
Mittels breit abgestützter, systematischer Datenerhebungen und seines theoretischen Modells der Entwicklung sozialer Beziehungen machte er diese Einflüsse für die statistische Auswertung und empirische Forschung zugänglich. Seine Forschungsresultate sollten dem Therapeuten einen Leitfaden für die Beurteilung des psychischen Zustandes am Anfang der Behandlung, deren möglichen Verlauf und der Messung des psychotherapeutischen Fortschritts geben, keinesfalls jedoch die Therapie selbst ersetzen. 
Tomans theoretisches Modell umfasst folgende Typen: 
- Älteste Brüder von Brüdern
- Jüngste Brüder von Brüdern
- Älteste Brüder von Schwestern
- Jüngste Brüder von Schwestern
- Männliche Einzelkinder
- Älteste Schwestern von Schwestern
- Jüngste Schwestern von Schwestern
- Älteste Schwestern von Brüdern
- Jüngste Schwestern von Brüdern
- Weibliche Einzelkinder
- Gemischte und mittlere Geschwisterpositionen

„„Der Einfluss der Familie auf das Verhalten einer Person in der Schule ist in der Regel größer als der Einfluss der Schule auf das Verhalten dieser Person in der Familie. (...) Die Vergangenheit kann nicht mehr abgeändert werden. Lediglich die Interpretation der Vergangenheit ist änderbar. Eine Person kann aus den Erfahrungen in der Schule oder im Beruf Erfahrungen innerhalb der Familie im Rückblick neu einschätzen lernen, und es wäre denkbar, dass sie sogar die derzeit bestehenden Beziehungen zu ihren Familienmitgliedern fortan modifizieren kann. Selbst dann darf aber erwartet werden, dass diese erst im späteren Leben abgeänderten Familienbeziehungen in ihren unmittelbaren Wirkungen auf das weitere Familienleben und auf Kontexte außerhalb der Familie schwächer sind als die alten ursprünglichen Beziehungen. Damit ist nicht einem hoffnungslosen Determinismus das Wort geredet, wohl aber sollten die alten und seit viel längerer Zeit wirksamen Einflüsse gegenüber den rezenteren und gegenwärtigen Einflüssen nicht unterschätzt werden. Die Wirkungen der alten Einflüsse sind oft versteckt. Sie betreffen emotionale Haltungen, elementare Motive und Interessen, deren sich der Betroffene mitunter gar nicht bewusst ist. Sie wirken aber auf sein soziales Verhalten ein, und zwar oft umso nachhaltiger, je weniger sie ihm bewusst sind.“ (Walter Toman, Familienkonstellationen)“

Tomann war auch immer daran interessiert, die Psychologie „wegzugeben“. Deshalb leitete er den Modellversuch „Psychologie im Medienverbund“, brachte psychoanalytische Lehrfilme heraus und engagierte sich in der Ausbildung von Laientherapeuten. Seine nebenberufliche schriftstellerische Tätigkeit in Form von Gedichten und Erzählungen verband Wirklichkeit mit Phantasie. Auch dort ging er Fragen des menschlichen Verhaltens nach, z. B. in seinen beiden psychotherapeutischen Episodenbüchern „Psychotherapie im Alltag“ und „Notrufe“. Er gehörte auch dem Penclub an.

## Auszeichnungen
- 1953: Förderungspreis der Stadt Wien
- 1980: Preis der Georgetown University, Washington, D. C.

## Veröffentlichungen (Auswahl)
- Einführung in die moderne Psychiatrie. 1951; 2. Auflage 1968.
- Busse’s Welttheater. 1951.
- Dynamik der Motive. 1954; 2. Auflage 1970.
- Distelvolk. Gedichte. 1955.
- Das Dorf mit dem Drachen. Roman. 1959.
- Psychoanalytic Theory of Motivation. 1960.
- Die eigenwillige Kamera. 1961.
- Family Constellation. 1961; 3. Auflage 1976.
  - deutsch Familienkonstellationen. Ihr Einfluss auf den Menschen. Beck, München 1965, ISBN 3406321119; 3. Auflage 1980.
- Motivation – Persönlichkeit – Umwelt. 1968.
- Einführung in die allgemeine Psychologie. 1973.
- Tiefenpsychologie. 1978.
- Familientherapie. 1979.
- Psychotherapie im Alltag. 14 Episoden. 1991.
- Heilsame Abstände. 1994.
- Notrufe. 10 Geschichten aus der psychotherapeutischen Praxis. 1994.
- als Hrsg.: Alfred Adler, Einflüsse der Familie. In: Wozu leben wir? (1931) Fischer Taschenbuch, Frankfurt 1979, ISBN 3596267080.